# Apodanthaceae
Apodanthaceae Tiegh. ex Takht. è una famiglia di piante angiosperme dell'ordine Cucurbitales.

## Tassonomia
La famiglia comprende i seguenti generi:
- Apodanthes Poit.
- Pilostyles Guill.